# كلاوديو آراو

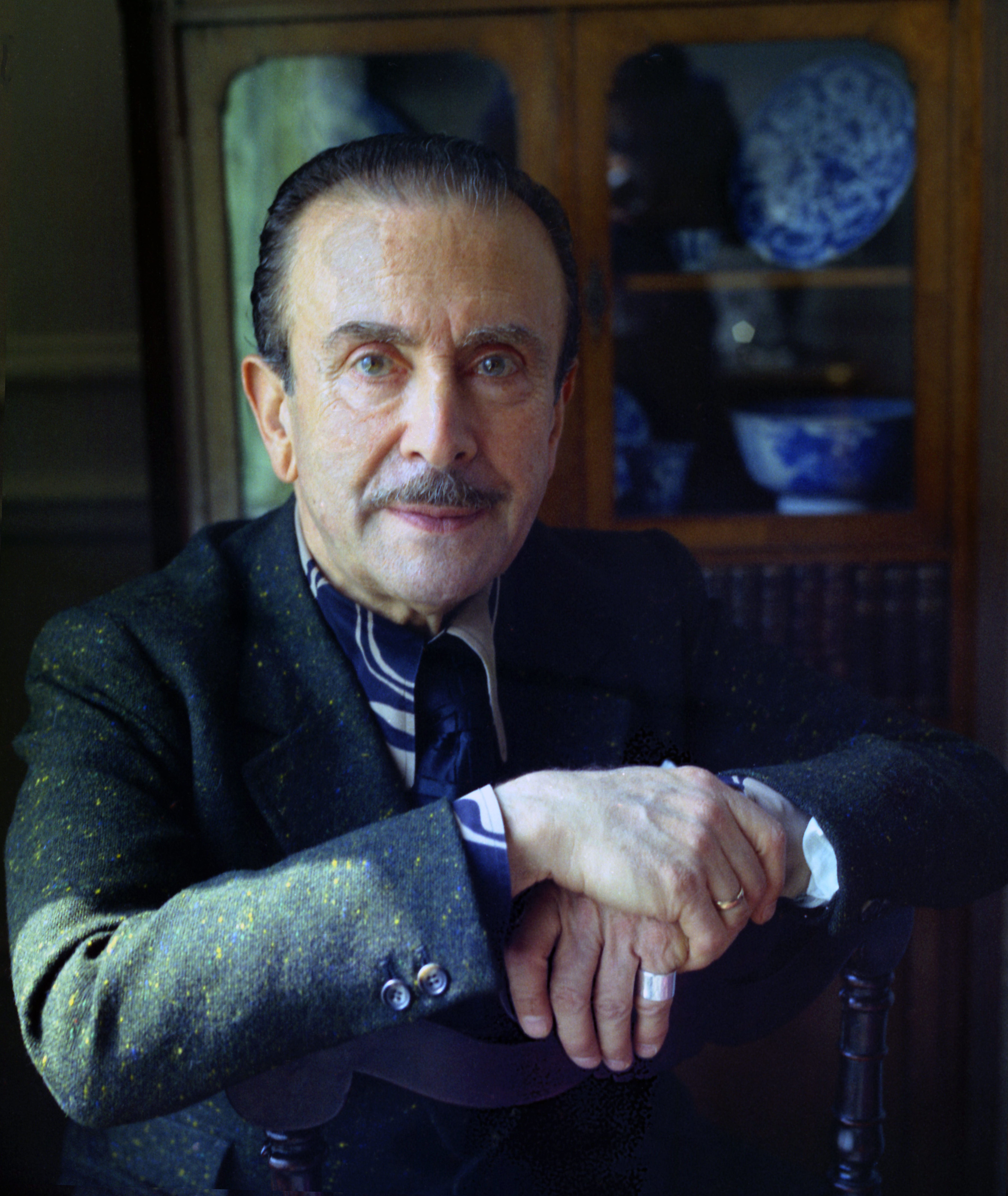
كلاوديو أراو عام 1974, صورة التقطها ألان وارين

كلاوديو أراو (بالإنجليزية: Claudio Arrau)‏ (و. 6 فبراير 1903 – ت. 9 يونيو 1991) عازف بيانو أمريكي من أصل تشيلي.
قدم أول رسيتال له في سن الخامسة في سنتياجو، ومن 1912 حتى 1918 درس مع مارتن كروس في برلين. شرع في القيام جولة أوروبية عام 1918، وظهر أول مرة في عام 1922 في لندن وقام بجولة للولايات المتحدة للمرة الأولى عام 1923. في عام 1924 انضم إلى جامعة كونسرفتوار ستيرت في برلين، حيث ظل هناك حتى عام 1940. استقر في الولايات المتحدة عام 1941، للخمسين سنة التالية، مع نيويورك كمقر وطنه، حافظ على مشوار فني مزدهر مع الانشغال في كل أنحاء العالم وجدول تسجيل مشغول. أسلوبه الماهر في العزف لم يتخلص منه أبدا رغم أنه اتخذ إيقاعات أبطء بعد وصوله للثمانين.
كان أراو سيد كامل للنغمة ومفسر بارع أوصل العاطفة الموسيقية من بطولة بيتهوفن حتى الحلم في شوبان على مستوى شخصي. منجذبا إلى موسيقى باخ وبيتهوفن وبرامز وليست إضافة إلى شوبان وديبوسي حيث حقق عالما صوتيا قد نصفه فقط أنه معجز، نقل تصور صارم لكل ما عزفه، حيث جمع بين أناقة لاتعبير والتوتر الداخلي الحاد. دائما كان يفسر العمل بأسلوبه وربما ظهر في أعظم أداء له حين عزف كراسليريانا لشومان والنضال البطولي لكونشرتو البيانو في مقام سي بيمول لبرامز. تجاوزت اهتماماته الموسيقى البحتة: كان واسع الاطلاع ومحب ملتزم لفلسفة يانج وجامع للوحات الأفريقية وفن ما قبل العصر الكولومبي ومتذوق للوحات. حوار – سيرة حياة أراو بعنوان «حوارات مع أراو» لجوزيف هوروفتز التي نشرت عام 1982 تقدم رسما جيدا لعازف البيانو أراو.

## وصلات خارجية
- كلاوديو آراو على موقع IMDb (الإنجليزية)
- كلاوديو آراو على موقع الموسوعة البريطانية (الإنجليزية)
- كلاوديو آراو على موقع مونزينجر (الألمانية)
- كلاوديو آراو على موقع ميوزك برينز (الإنجليزية)
- كلاوديو آراو على موقع أول موفي (الإنجليزية)
- كلاوديو آراو على موقع إن إن دي بي (الإنجليزية)
- كلاوديو آراو على موقع أول ميوزيك (الإنجليزية)
- كلاوديو آراو على موقع ديسكوغز (الإنجليزية)
- كلاوديو آراو على موقع قاعدة بيانات الفيلم (الإنجليزية)
- كلاوديو آراو على موقع كينوبويسك (الروسية)